# Gerd Gaiser
Gerd Gaiser (Oberriexingen an der Enz, 15 settembre 1908 – Reutlingen, 9 giugno 1976) è stato uno scrittore tedesco.
Esordì nel 1941 con le liriche Reiter am Himmel. I suoi romanzi furono ispirati alla guerra; tra questi si citano Una voce si leva (1950) e La caccia morente (1953).